# Деальберт, Анхель
А́нхель Деа́льберт Иба́ньес (исп. Ángel Dealbert Ibáñez; 1 января 1983, Бенльоч, Кастельон, Валенсия) — испанский футболист, центральный защитник.

## Клубная карьера
Анхель Деальберт — воспитанник клуба «Кастельон», в основной команде дебютировал в 2002 году. Играл в Сегунде Б (третья футбольная лига Испании), с сезона 2005/06 — в Сегунде. В 2009 году после истечения контракта с «Кастельоном» перешёл в «Валенсию» на правах свободного агента. Дебют игрока в Примере состоялся в стартовом матче сезона 2009/10.
Летом 2012 года было объявлено о переходе Деальберта в «Кубань», в составе которой он дебютировал 22 июля в выездном матче с «Анжи».

## Достижения
- Бронзовый призёр чемпионата Испании (3): 2009/10, 2010/11, 2011/12